# Anthony Obame
Anthony Obame Mylann (Libreville, 10 de septiembre de 1988) es un deportista gabonés que compite en taekwondo.
Participó en tres Juegos Olímpicos de Verano, entre los años 2012 y 2020, obteniendo una medalla de plata en Londres 2012, en la categoría de +80 kg. En los Juegos Panafricanos consiguió cuatro medallas entre los años 2011 y 2023.
Ganó tres medallas en el Campeonato Mundial de Taekwondo entre los años 2013 y 2017, y seis medallas en el Campeonato Africano de Taekwondo entre los años 2010 y 2022.

## Palmarés internacional
| Juegos Olímpicos    | Juegos Olímpicos                  | Juegos Olímpicos  | Juegos Olímpicos |
| Año                 | Lugar                             | Medalla           | Categoría        |
| ------------------- | --------------------------------- | ----------------- | ---------------- |
| 2012                | Londres (Reino Unido)             | Medalla de plata  | +80 kg           |
| Campeonato Mundial  |                                   |                   |                  |
| Año                 | Lugar                             | Medalla           | Categoría        |
| 2013                | Puebla (México)                   | Medalla de oro    | +87 kg           |
| 2015                | Cheliábinsk (Rusia)               | Medalla de bronce | +87 kg           |
| 2017                | Muju (Corea del Sur)              | Medalla de bronce | +87 kg           |
| Juegos Panafricanos |                                   |                   |                  |
| Año                 | Lugar                             | Medalla           | Categoría        |
| 2011                | Maputo (Mozambique)               | Medalla de plata  | –87 kg           |
| 2015                | Brazzaville (República del Congo) | Medalla de plata  | +87 kg           |
| 2019                | Rabat (Marruecos)                 | Medalla de bronce | +87 kg           |
| 2023                | Acra (Ghana)                      | Medalla de bronce | +87 kg           |
| Campeonato Africano |                                   |                   |                  |
| Año                 | Lugar                             | Medalla           | Categoría        |
| 2010                | Trípoli (Libia)                   | Medalla de bronce | –87 kg           |
| 2014                | Túnez (Túnez)                     | Medalla de oro    | +87 kg           |
| 2016                | Puerto Saíd (Egipto)              | Medalla de plata  | +87 kg           |
| 2018                | Agadir (Marruecos)                | Medalla de oro    | +87 kg           |
| 2021                | Dakar (Senegal)                   | Medalla de bronce | +87 kg           |
| 2022                | Kigali (Ruanda)                   | Medalla de bronce | +87 kg           |